# Left and Right
Left and Right — песня американского певца Чарли Пута и южнокорейского певца и участника бой-бэнда BTS Джонгука, выпущенная на лейбле Atlantic Records 24 июня 2022 года в качестве третьего сингла с готовящегося третьего студийного альбома Пута Charlie. Он был написан в соавторстве Путом и Джейкобом Кашером, причём первый также выступал в качестве продюсера. Песня доступна в цифровом формате и в виде ограниченного тиража CD-сингла.
В день выхода песни было также выпущено официальное музыкальное видео.

## Предыстория и выпуск
Джонгук обращал внимание на музыку Чарли Пута с 2015 года. Джонгук выпустил кавер-версию песни Пута «We Don't Talk Anymore» в 2016 году, которая привлекла внимание певца. Исполнители начали общаться через Twitter. В 2017 году была выпущена вторая кавер-версия с участием Чимина, ещё одного участника группы BTS. Джонгук и Пут в 2018 году совместно исполнили песню на Genie Music Awards.
Первоначально Puth опубликовал сольную версию «Left and Right» в феврале 2022 года на платформе TikTok. В апреле он написал в Twitter о своей мечте об участии BTS в его песне. В июне он намекнул на предстоящую совместную работу с неназванным артистом. Во время интервью iHeartRadio  5 июня Пут подтвердил, что работал с исполнителем K-pop, но не назвал дату выхода песни, соавтор также остался неназванным. 17 июня он одновременно подтвердил факт сотрудничества и то, что исполнителем был Джонгук из BTS, выпустив первый официальный анонс на TikTok. В коротком видео он звонит по видео вышеупомянутому, который находится в студии звукозаписи, и просит его спеть различные строчки из песни. Фрагмент из песни звучит в конце. Пут также объявил, что сингл выйдет 24-го числа, если он наберёт 500 000 предварительных загрузок. 23 июня в своём Instagram дважды анонсировал сингл. Пут поделился отрывком музыкального видео за день до его выхода.
Сингл был выпущен, как и было обещано, 24 июня, в полночь. В день выхода сингла было выпущено музыкальное видео.
«Left and Right» дебютировала под номером 49 в выпуске 26-й недели южнокорейского цифрового чарта Gaon, заняв наиболее высокое место среди новинок за период с 19 по 25 июня. В Японии он дебютировал на втором месте в ежедневном цифровом сингловом чарте Oricon от 24 июня. Он вошёл в последующий еженедельный выпуск Digital Single Chart от 4 июля под номером четыре. Сингл дебютировал на вершине чарта Billboard Japan Hot Overseas от 29 июня и под номером 24.

## Чарты
| Чарт (2022)                         | Высшая позиция |
| ----------------------------------- | -------------- |
| Австралия (ARIA)                    | 19             |
| Австрия (Ö3 Austria Top 40)         | 71             |
| Канада (Billboard Canadian Hot 100) | 17             |
| Франция (SNEP)                      | 150            |
| Германия (GfK)                      | 61             |
| Мир (Billboard Global 200)          | 5              |
| Гонконг (Billboard)                 | 9              |
| Венгрия (Single Top 40)             | 3              |
| Индия (IMI)                         | 1              |
| Индонезия (Billboard)               | 3              |
| Ирландия (IRMA)                     | 33             |
| Япония (Billboard Japan Hot 100)    | 13             |
| Japan Combined Singles (Oricon)     | 27             |
| Литва (AGATA)                       | 26             |
| Малайзия (RIM)                      | 2              |
| Нидерланды (Single Top 100)         | 100            |
| Новая Зеландия (Recorded Music NZ)  | 15             |
| Philippines (Billboard)             | 1              |
| Португалия (AFP)                    | 67             |
| Сингапур (RIAS)                     | 2              |
| Словакия (Singles Digitál Top 100)  | 58             |
| ЮАР (RISA)                          | 73             |
| Республика Корея (Billboard)        | 5              |
| Республика Корея (Circle)           | 19             |
| Швейцария (Schweizer Hitparade)     | 46             |
| Китайская Республика (Billboard)    | 3              |
| Великобритания (OCC UK Singles)     | 41             |
| США (Billboard Hot 100)             | 22             |
| США (Billboard Adult Pop Airplay)   | 29             |
| США (Billboard Pop Airplay)         | 39             |
| Вьетнам (Vietnam Hot 100)           | 1              |

| Чарт (2022)               | Позиция |
| ------------------------- | ------- |
| Республика Корея (Circle) | 104     |

## История выпуска
| Регион | Дата         | Формат                                             | Лейбл            | Источник      |
| ------ | ------------ | -------------------------------------------------- | ---------------- | ------------- |
| Разные | 24 июня 2022 | CD-сингл цифровое скачивание потоковое мультимедиа | Atlantic Records | [ 47 ] [ 48 ] |
| США    | 5 июля 2022  | Adult contemporary radio Contemporary hit radio    | Atlantic Records | [ 49 ] [ 50 ] |